# Красная улица (Минск)
Кра́сная улица (бел. Чырвоная вулiца) — улица в Минске, идущая от Площади Якуба Коласа и заканчивающаяся тупиком перед памятником сотрудникам МВД около здания Министерства обороны Республики Беларусь. Улица расположена в административных районах: Советский, Центральный и районе: Комаровка.

## Описание
Красная улица длиной 1 км от тупика, до пересечения. Она пересекается с тремя улицами: Коммунистической улицей, улицей Киселёва и с проспектом Машерова. От неё начинаются улицы: Пугачёвская улица, улица Веры Хоружей. По ней совершается автобусное (26-й) и трамвайное движение (1-й, 5-й, 6-й, 11-й). По адресу расположено 29 зданий: 25 жилых домов, 1 завод (сейчас закрыт), 2 колледжа и 1 заброшенный детсад. Номера домов — числа от 1 до 23, а также 14А, 17А, 17Б, 19А, 19Б и 21А.
Улица названа многозначным словом «красная», которое многие современные люди твёрдо ассоциируют с цветом. На самом же деле в названии улицы слово используется в значении «парадный, почётный». В связи с этой неоднозначностью улица обросла мифами и домыслами, а название часто ошибочно переводят на другие языки.